# Magic User Interface
Magic User Interface (MUI) – zorientowany obiektowo system generowania i utrzymywania GUI komputerów Amiga. Jego autorem jest Stefan Stuntz, pierwsza wersja została wydana w 1993 roku.
MUI szybko zdobył dużą popularność wśród zarówno użytkowników, jak i programistów. Został przeportowany na PowerPC oraz stał się domyślnym toolkitem graficznym w MorphOS (komputery Pegasos). API MUI zostało sklonowane na potrzeby toolkitu Zune, części systemu AROS.
MUI dla systemu AmigaOS jest obecnie rozwijane przez zespół MUI Dev - najnowsze kompilacje można pobrać ze strony muidev.de.